# Ponso
Ponso is een gemeente in de Italiaanse provincie Padua (regio Veneto) en telt 2435 inwoners (31-12-2004). De oppervlakte bedraagt 10,9 km², de bevolkingsdichtheid is 223 inwoners per km².
De volgende frazioni maken deel uit van de gemeente: Bresega, Chiesazza.

## Demografie
Ponso telt ongeveer 840 huishoudens. Het aantal inwoners steeg in de periode 1991-2001 met 3,2% volgens cijfers uit de tienjaarlijkse volkstellingen van ISTAT.
| Jaar | Inwoneraantal |
| ---- | ------------- |
| 1991 | 2291          |
| 2001 | 2365          |

## Geografie
Ponso grenst aan de volgende gemeenten: Carceri, Ospedaletto Euganeo, Piacenza d'Adige, Santa Margherita d'Adige, Vighizzolo d'Este.